# Нефела
 Тази статия е за селото.  За персонажа от древногръцката митология вижте Нефела (митология).  
Нефѐла е село в Северозападна България, област Враца, община Враца. Има 522 жители според преброяването от 01 февруари 2011 г. Селото е присъединено към общинския център Враца с решение на МС (13.02.2013), но решението за присъединяване е отменено от ВАС (26.03.2013).

## География
Отстои на 4 км северозападно от центъра на Враца. Релефът е равнинно-хълмист, със средна надморска височина около 290 м. Климатът в района е умереноконтинентален, през зимата средната температура е около -2 °C, а през лятото – около 23 °C.
Землището на село Нефела има площ от 8200 дка. Граничи на юг с Кулата и Бистрец (квартали на Враца), на запад – със с. Мало Бабино и с. Власатица, на север – със с. Лиляче.
Селото е благоустроено, има добре уредена инфраструктура, вкл. пълна електрификация, водоснабдителна система, телефонизация, интернет и кабелна телевизия.
Население: 1860 г. – 20 домакинства чисти българи, 1910 г. – 335 жители, 1926 г. – 462 ж., 1934 г. – 548 ж., 1946 г. – 501 ж., 1965 г. – 489 ж., 1985 г. – 472 ж., 1992 г. – 530 ж., 2011 г. – 522 жители.

## История
Разположено е на малък полегат склон до голям извор, който до заселването му се е наричал Нефела. Името е от гръцката дума нехелос (със заместване на интервокалното Х с Ф) и означава нехубаво, лошо, а за извора, че има лоша за пиене вода. Наистина хората в селото в миналото боледуват от бъбречни болести и умират от нефрит. След водоснабдяването на селото с вода от други места болестта изчезва.
В землището му има голям тракийски некропол с огромни тракийски надгробни могили, но те все още не са проучени. В местността Гарванско полье (или Гарванград) има останки от голямо тракийско селище и тюрзис дворец на знатен тракийски земевладелски род, владял целия район дълги години, а мъжете на този род са заслужили като конници офицери във войската на трибалския цар.
Загиналите на война знатни от това селище са погребвани в гробници-могили, които са издигнати в редица от запад към изток край стария тракийски път през Врачанското поле. Те са наброявали повече от 35, само в землището на Нефела са 15. В района на днешна Враца са били над 30, но вече са разрушени. В такава могила, наричана Могиланска, през 1965 г. са разкрити 3 каменни гробници на тракийски аристократи, загинали през 5 век пр. Хр., и е намерено прочутото Врачанско тракийско съкровище.
Днешното с. Нефела е основано върху западния дял на землището на българското средновековно с. Сениче. След обезлюдяването на Сениче в началото на XIX в. преселници от селата Осиково и Горно и Долно Озирово основават върху неговото землище друго селище, което нарекли Ново село. То се намира източно от днешното Нефела в местността Новоселска стубла. Скоро след това жителите му го изоставят. Едни от тях се установяват във Враца, други – в Българска Бела и Мало Бабино, а трети – около кулата на турски чифликчия и основават днешното село Кулата.
Четвърти от новоселчените се заселват около извора, наречен Нефела, близо до Алибеговата бахча. Те основали село, което нарекли с името на извора Нефела. Родовете-основатели са: Гининци, Гуновци, Кацовци (всички от Горно Озирово) и Геновци, Кръжлеовци и Ланджовци (всички от Долно Озирово). От с. Осиково са родовете Босаците, Гьоргьовци, Марковци, Цековци и Янювци. Скоро от с. Мало Бабино се завръщат Диковци, а от с. Българска Бела – Кацамунци и Якимовци. Сетне от обезлюденото с. Патлейна там се преселват Катьре и Копаняре.
През 1860 г. новозаселеното село Нефела наброява 20 домакинства чисти българи (ДБИ, т. I, с. 153). След Освобождението от с. Еленов дол дошли Тотовци, а от с. Осиково – Богдановци. Поради икономически причини още в средата на XIX в. се изселили няколко семейства. Едни отишли в с. Бокиловци, Берковско, а други – в селата Пудрия и Сираково. В с. Бокиловци те се наричат Генчовци и днес наброяват около 30 къщи (Д. Михайлова, Местните имена в Берковско – С., 1986, с. 11).
Първото училище в с. Нефела е открито през 1874 г. и пръв учител е бил поп Дамян от Враца. През 1900 г. в нефелското училище е учителствал Иван Ценов от Враца, по-късно световноизвестен математик, професор и академик. Читалище „Христо Ботев“ е основано през 1935 г.
В селото е проведено допитване, на което преобладаващата част от гласувалите се изказват за присъединяването му към Враца. Въз основа на предложение от Врачанския общински съвет е взето решение за присъединяването му от Министерския съвет на 13 февруари 2013 г.. Решението на МС атакува кметът на община Враца Николай Иванов, жалба внася и кметът на кметство Нефела Радослав Котов. Върховният административен съд с определение 3174 от 26.03.2013 г. отменя решението на МС за присъединяване на село Нефела към Враца.

## Население
Преброяване на населението през 2011 г.
Численост и дял на етническите групи според преброяването на населението през 2011 г.:
|                     | Численост | Дял (в %) |
| Общо                | 522       | 100,00    |
| Българи             | 286       | 54,78     |
| Турци               | 0         | 0,00      |
| Цигани              | 227       | 43,48     |
| Други               | 0         | 0,00      |
| Не се самоопределят | 4         | 0,76      |
| Неотговорили        | 3         | 0,57      |

## Редовни събития
Съборът на селището се отбелязва на 27 октомври или последната неделя на същия месец.

## Други
Връзката на селото с града се осъществява посредством автобусна линия 7.